# معكرون
المَعْكَرون (بالإنجليزية: Macaroon)‏ (نقحرة: الماكارون) هو نوع من حلوى المُعجنات الصغيرة المستدير المقرمشة الأشبه بالكعك والذي عادة ما يُصنع من اللوز المطحون (وهو المكون الأساسي في الطريقة الأصلية لصنعه)، وجوز الهند، وقد يُضاف له أنواع من المكسرات، والسكر، وفي بعض الأحيان تدخل البطاطا في صنعه، وقد تُستخدم بعض المنكهات (مثل العسل والفانيليا والبهارات) وملونات غذائية، وكرز مسكّر، وقد يُغطّى بطبقة خارجية من المربى و/أو الشوكولاتة. تضم بعض الوصفات الحليب المكثف المُحلى في المكونات. يغلب أن يُخبز المعكرون على ورق الأرز القابل للأكل الموضوع على صينية خبز في الفرن.
تشبه المعكرون الحلوى العراقية الشكرلمة، ونوع من البسكويت الذي يشيع صنع وتناوله في دول عربية عدة مثل العراق ومصر وبلاد الشام. ويُشار إليه في بعض الدول باسم الغريبية أو الغريبة.

## معرض صور

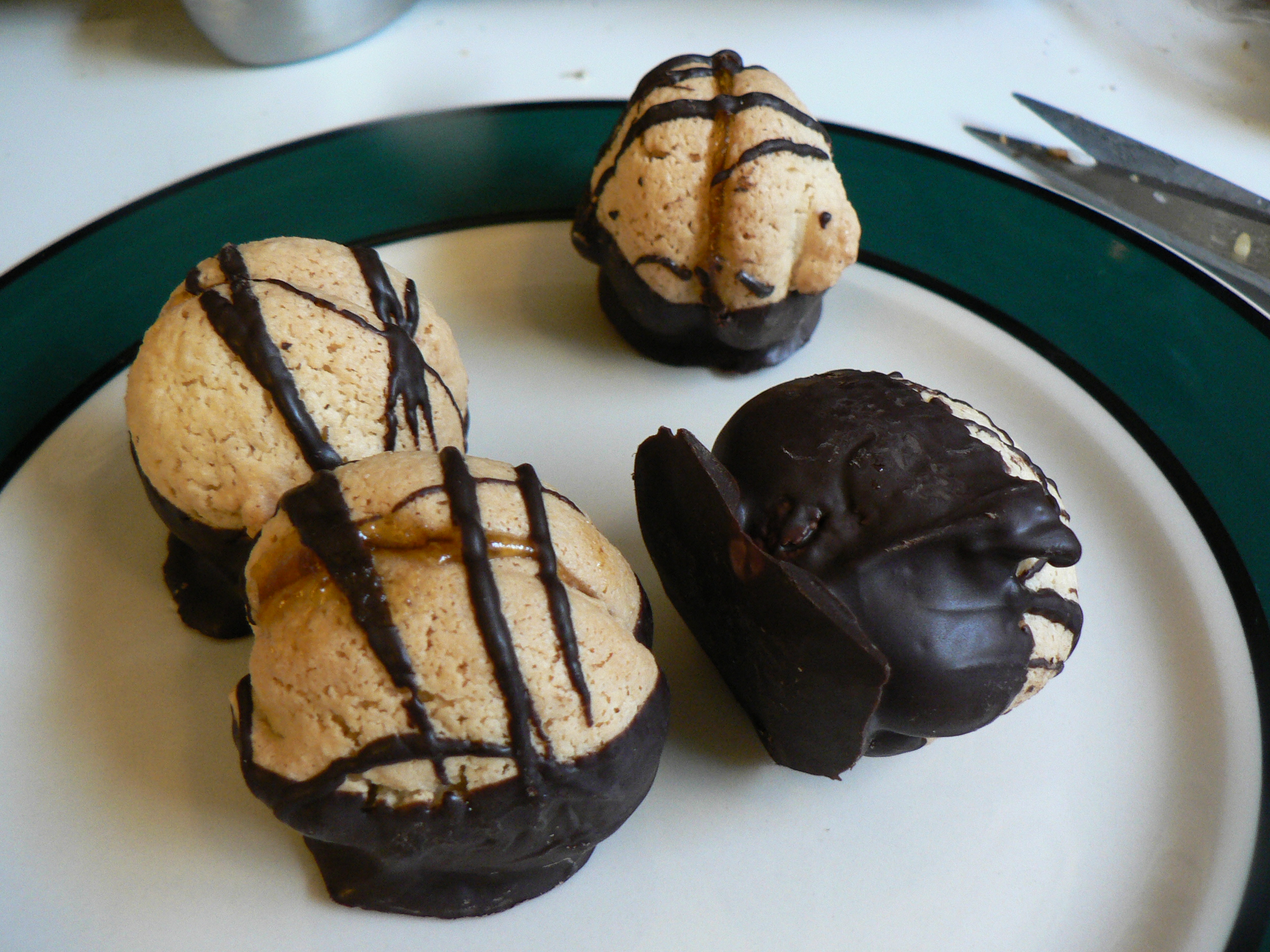
الماكارون المغطى بالشوكولاتة
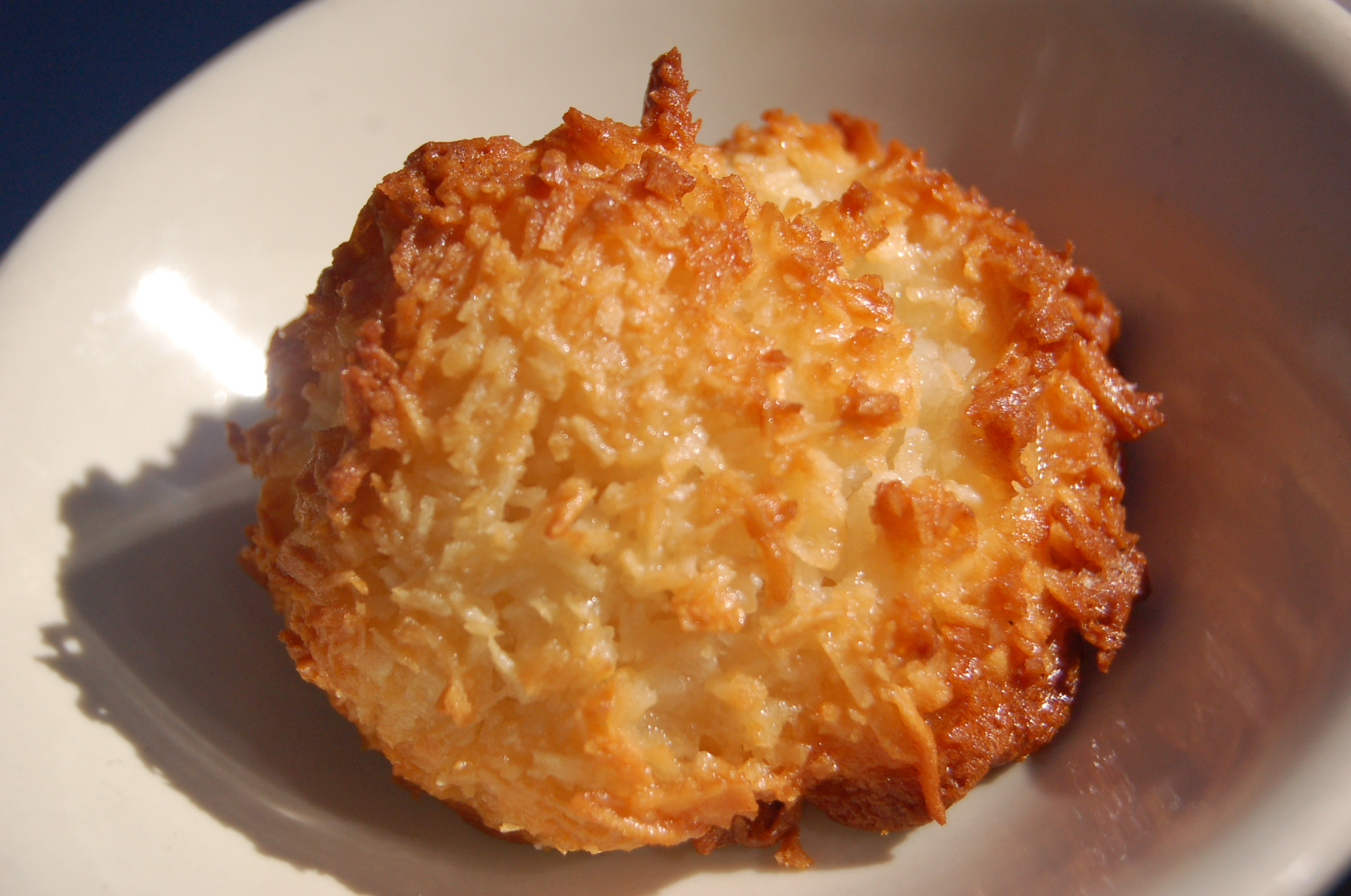
ماكارون جوز الهند
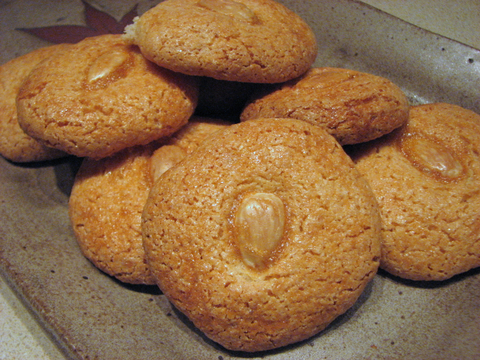
ماكارون حلوى غريبة
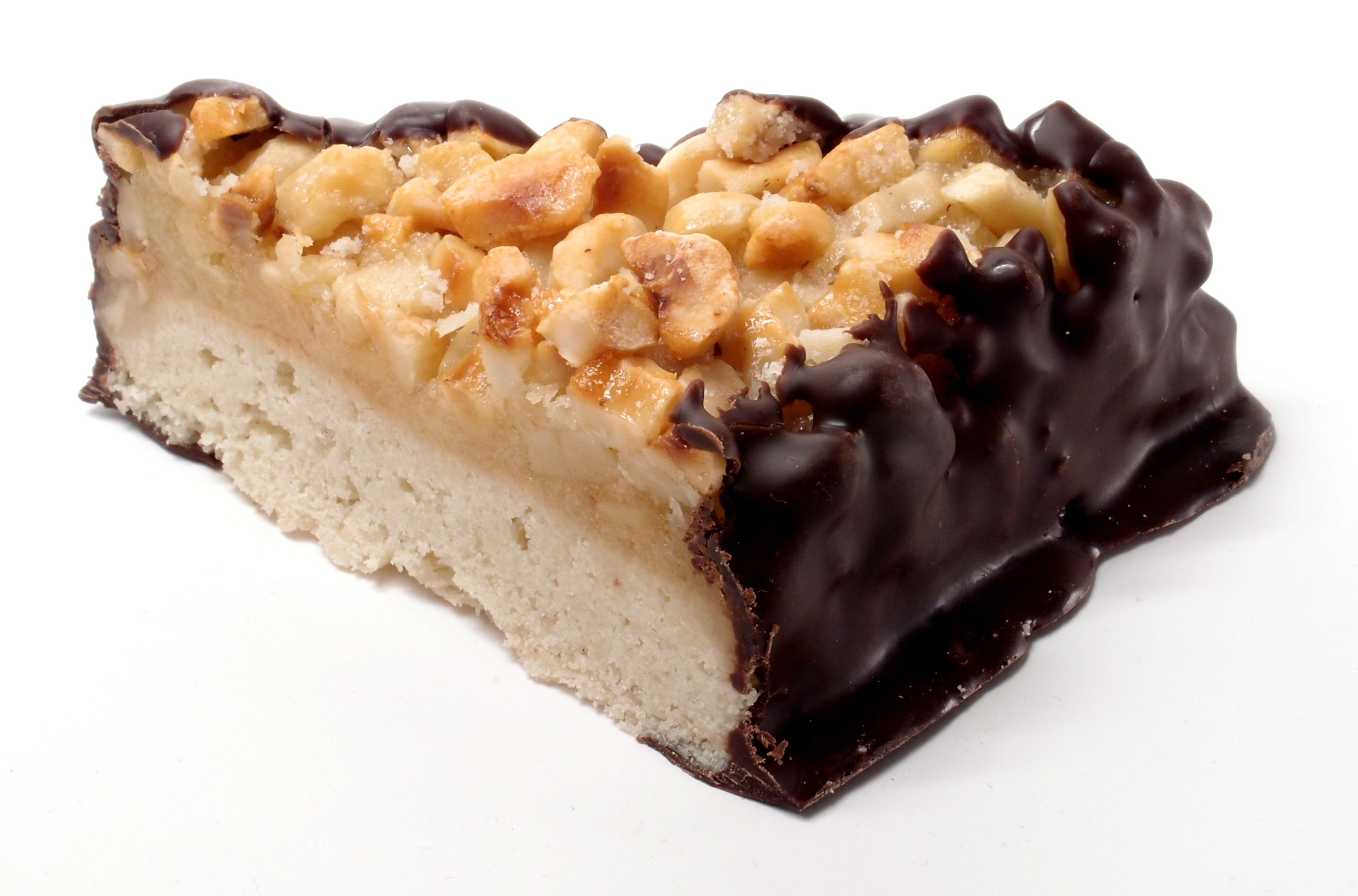
معكرون الجوز [الإنجليزية] أحدى طبقاته من المعكرون.
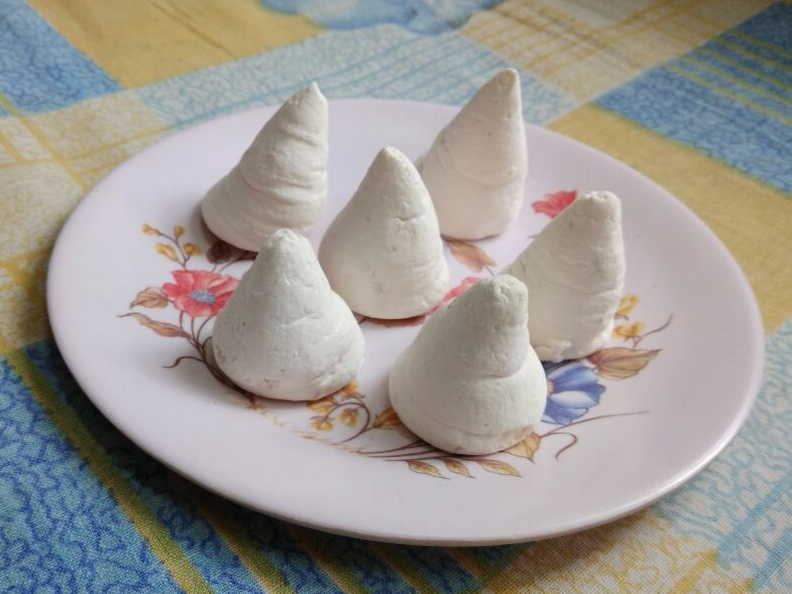
معكرونة توثوكودي [الإنجليزية] مخروطية الشكل.
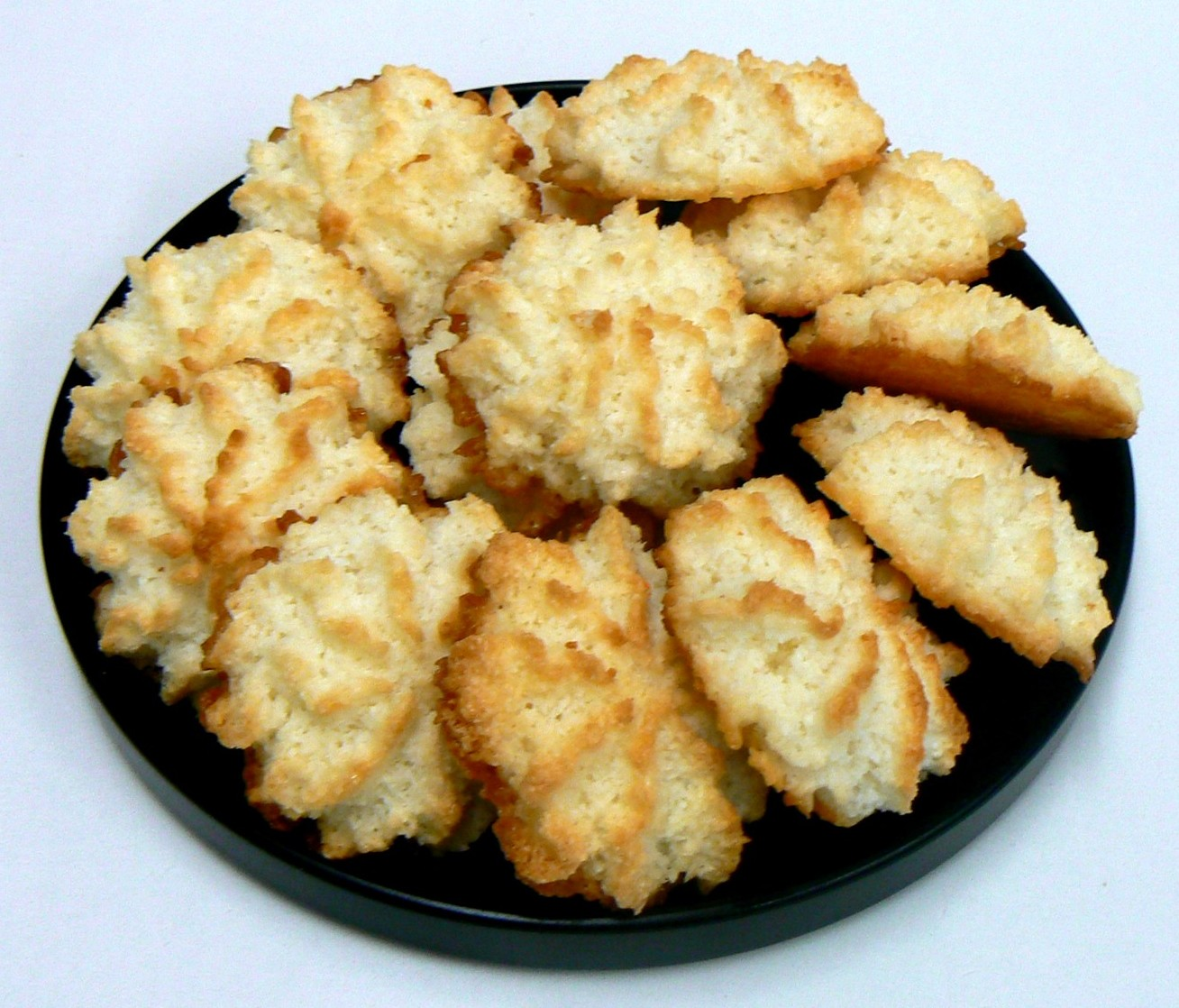
حلوى بيتي فور الماكرونية.
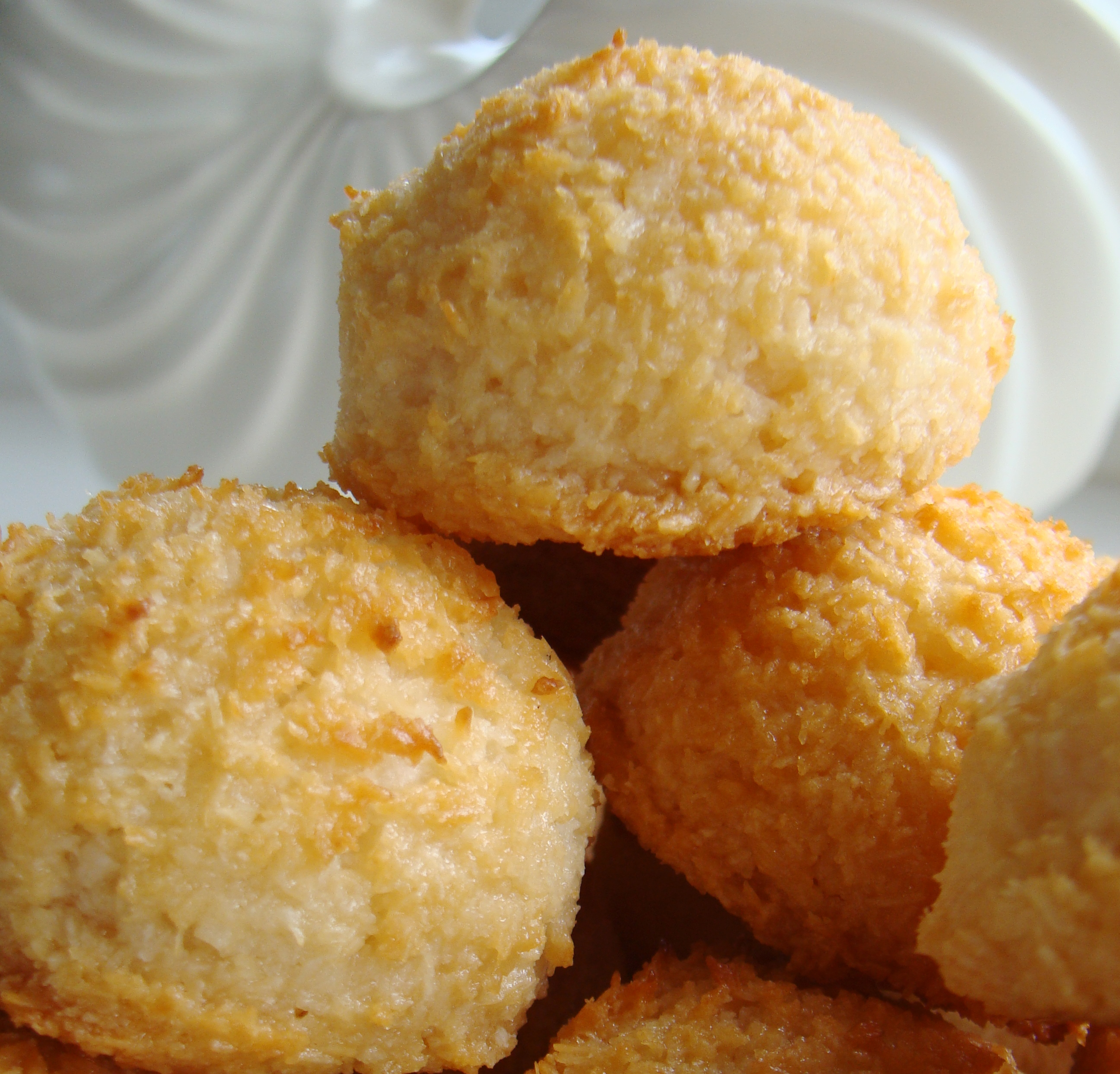
ماكرون نباتي مصنوع من معجون اللوز.
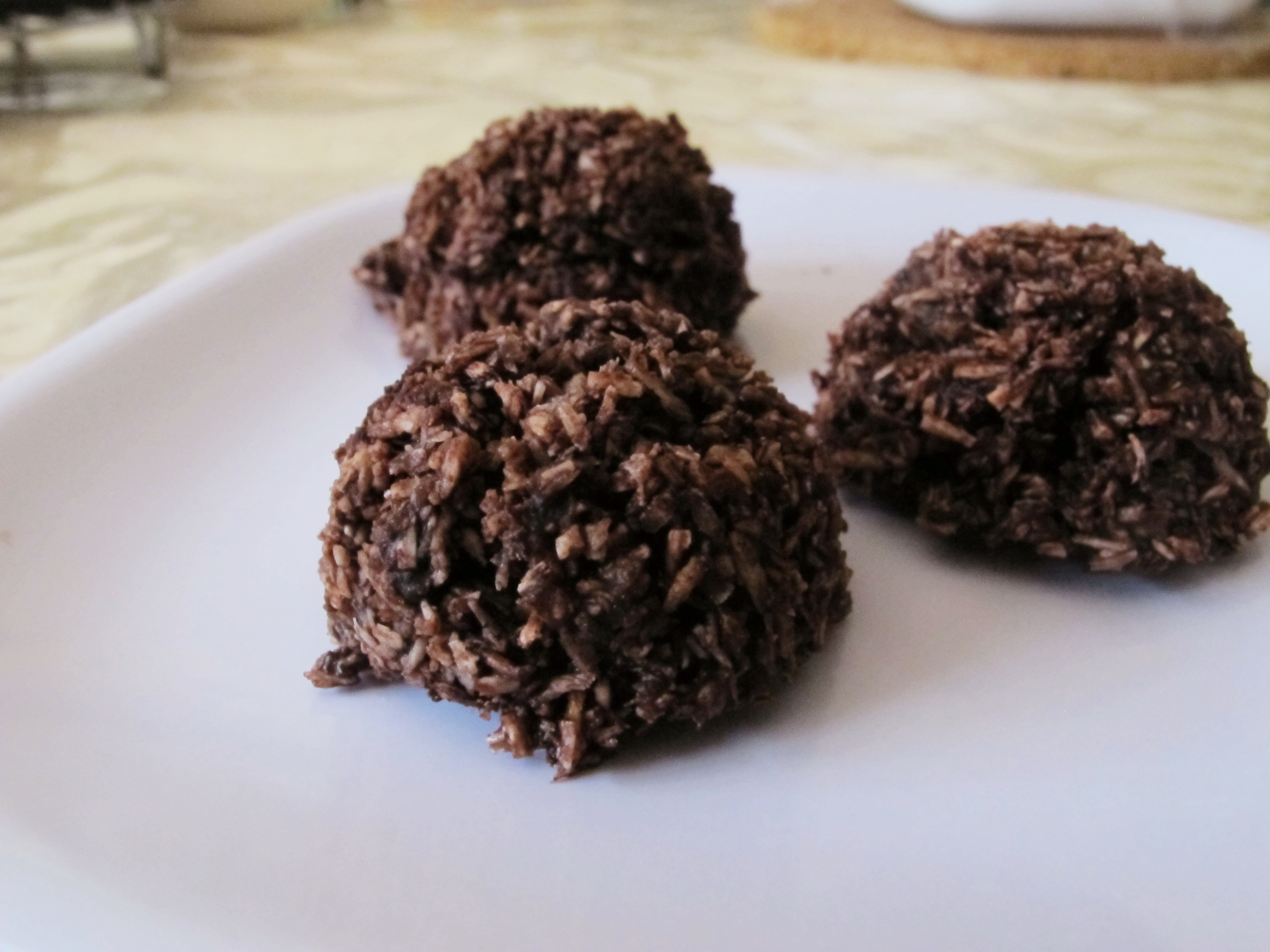
ماكارون نباتي بالشوكولاتة الخام [الإنجليزية]